# Lycodapus parviceps
Lycodapus parviceps és una espècie de peix de la família dels zoàrcids i de l'ordre dels perciformes.

## Morfologia
- Els mascles poden assolir 9,8 cm de longitud total.[4][5]

## Hàbitat
És un peix marí i d'aigües profundes que viu entre 0-199 m de fondària.

## Distribució geogràfica
Es troba al Pacífic nord-oriental: des de les Illes Aleutianes fins a Washington (els Estats Units).

## Observacions
És inofensiu per als humans.